# Кузнецов, Владимир Александрович (художник)
Влади́мир Алекса́ндрович Кузнецо́в (5 сентября 1874, станция Мшинская, Санкт-Петербургская губерния — 29 октября 1960, Верхняя Салда, Свердловская область) — русский и советский живописец, заслуженный деятель искусств РСФСР. Член АХРР, член Союза художников СССР.

## Биография
Родился 5 сентября 1874 года на станции Мшинской в то время Варшавской железной дороги, в 109 км от Санкт-Петербурга, где его отец служил помощником начальника станции. Когда мальчику было пять лет, умерла мать, и отца перевели на работу в Санкт-Петербург. Владимира определили в коммерческое училище, но закончить его не удалось из-за смерти отца. Сдал экзамены экстерном при гимназии Императорского человеколюбивого общества.
С ранних лет любимым занятием мальчика было рисование, но учиться живописи он начал только в 24 года, посещая с 1898 года вечерние занятия в приготовительном классе школы Общества поощрения художеств. Преподавателями в то время были А. Писемский, А. Афанасьев, Я. Ционглинский, В. Навозов; директором школы был Евгений Сабанеев.
В 1901 году поступил в Высшее художественное училище при Академии художеств, где был первым из 180 поступавших. Поступив по примеру друзей в мастерскую И. Е. Репина, вскоре разочаровывается в его педагогической деятельности и переходит в мастерскую В. Е. Маковского. На втором году учёбы профессор И. Творожников рекомендовал В. А. Кузнецова художнику К. Зимину в качестве помощника для росписи стен в церкви Нижне-Салдинского завода на Урале, и летом 1902 года он оказался в Нижней Салде старшим группы художников для росписи церкви Александра Невского. С этих пор профессора Академии стали приглашать В. А. Кузнецова на работу по стенной росписи, в том числе по росписи собора в Софии.
Расписывая церковь в Нижней Салде, В. А. Кузнецов изучил основы монументальной живописи, но его больше привлекали деревянные постройки, предметы народного быта и суровые лица жителей Урала, которыми он заполнил свои альбомы. Он изучал быт старообрядцев, и в 1903 году женился на дочери главы большой старообрядческой семьи. С этих пор начались частые поездки художника из Петербурга на Урал, где жила его семья — жена и дети: сын Борис (1904 г. р.) и дочь Галина (1905 г. р.)
В 1904 году в одну из поездок на Урал, в Нижне-Салдинском заводе художник пишет небольшую жанровую картину «Дедушка и внучек», которая была продана на выставке в Академии художеств. Это было первое выступление художника с законченной картиной. Оно положило начало его постоянной художественной деятельности как художника.

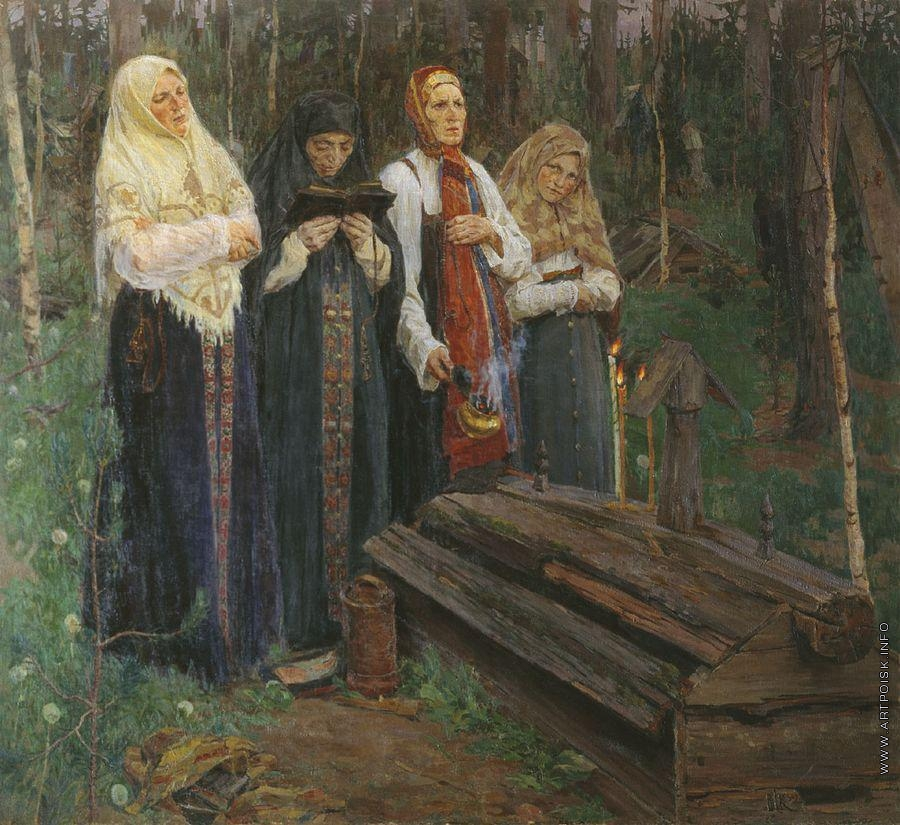
«Канун», 1909 г.

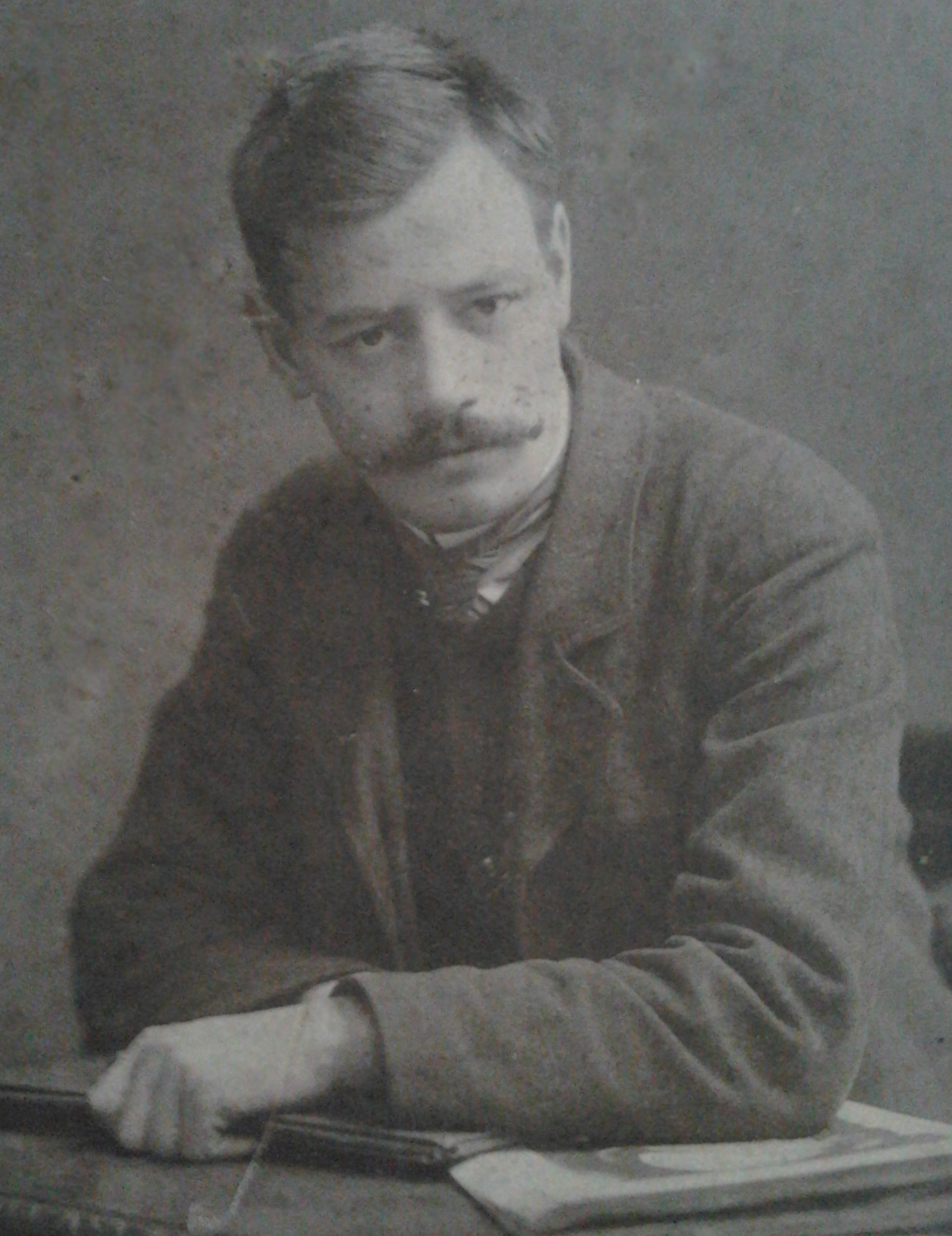
Кузнецов В. А., 1909 г.

В 1909 году Кузнецов окончил Академию художеств. Ему было присвоено звание художника за картину «Канун» (поминальная молитва старообрядцев) и право пенсионерской поездки за границу в Италию. Картина экспонировалась на Международной выставке в Риме в 1911 году и была отмечена золотой медалью.

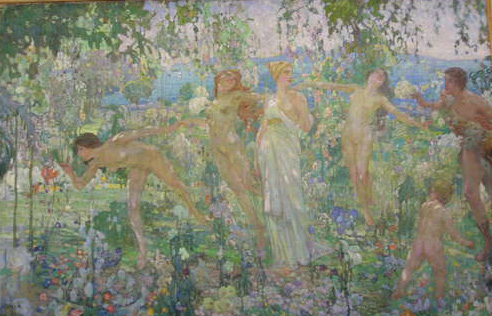
«Весна», 1912

На весенней выставке Академии художеств в 1910 году была выставлена его картина «Крестный ход» (из жизни старообрядцев-беспоповцев), которая получила вторую премию. Эта картина также получила первую премию на Всероссийском конкурсе Общества поощрения художников. Поэтому Кузнецову предоставили ещё одну пенсионерскую поездку в Рим. Он задумал новую картину «Весна», основанную на мифологическом сюжете возвращения Адониса к Венере. Но не закончил её за один год и получил право на ещё одну пенсионерскую поездку. Картина была выставлена на Академической весенней выставке и получила первую премию в 1912 году, и первую премию на Всероссийском конкурсе Общества поощрения художеств. Эта картина вызвала неоднозначную реакцию в мире художников и откровенное неприятие со стороны художников реалистического направления.
Учитель Кузнецова В. Е. Маковский поспособствовал получению почётного заказа — портрета императора Николая II, который был написан в 1914 году в строгой академической манере.
С 1912 года Кузнецов был членом Общества имени А. И. Куинджи и в 1915 году написал картину «Заседание членов общества Куинджи», где он изобразил членов Общества и себя самого.
Однако Кузнецов продолжал работать и в своей новой манере, и написал осенние пейзажи на Волге, которые были выставлены на Академической выставке 1915 года и вызвали неодобрительный отзыв И. Е. Репина.
В 1917 году на выставке Академии художеств была представлена картина «Божьи люди» (из быта старообрядцев), знаменующая возврат художника к прежним темам и на прежние позиции в искусстве. В этом же году картина была представлена на выставке Общества имени А. И. Куинджи.
После Октябрьской революции 1917 года Кузнецов на несколько лет уехал из Петрограда и работал на Урале, в основном в Нижнем Тагиле, где занимался педагогической и музейной работой. В 1921 году он возвратился в Петроград и стал преподавать живопись в Художественно-промышленном техникуме (1921—1929).
В 1922 году стал членом АХРР (Ассоциации художников революционной России), приняв революцию и укрепившись на позициях реализма. Он участвовал во всех выставках АХРР и писал картины на революционные темы, а также множество портретов простых людей.
В 1929 году вернулся в Общество художников имени А. И. Куинджи и участвовал во всех выставках этой организации в 1930 году. В 1932 году был основан Союз художников СССР и с самого начала он стал его членом.
С 1931 года начал работать над серией картин под названием «Город трёх революций» — «За власть Советов» (1935), «Штаб Октября» (1936), «Взятие Зимнего дворца» (1939). Он написал множество вариантов этих картин, которые хранятся в музеях России.
В 1937 году Правительственная комиссия выбрала картину «Штаб Октября» на Всемирную выставку в Париже, где она получила Большую золотую медаль. Картина «Взятие Зимнего дворца» экспонировалась на Всемирной выставке в Нью-Йорке в 1939 году. В советском павильоне для неё было отведено специальное место.
Во время Великой Отечественной войны 66-летний Кузнецов был в эвакуации в городе Белорецке на Южном Урале. После прорыва блокады Ленинграда в 1944 году он вернулся в город. В послевоенные годы писал в основном портреты известных людей и авторские копии своих известных картин. Лучшей работой этого периода стала картина «Пушкин и няня» (1948), которая была растиражирована на открытках к 150-летию со дня рождения поэта.
В 1952 году в Ленинграде вышла автобиографическая книга В. А. Кузнецова «Путь художника».
В 1953 году за заслуги в области советского изобразительного искусства Указом Президиума Верховного Совета РСФСР от 3 февраля Владимиру Александровичу Кузнецову присвоено звание «Заслуженный деятель искусств РСФСР».
В 1959 году душевное и физическое здоровье художника резко пошатнулось, и сын увёз его на Урал в Верхнюю Салду, где он скончался 29 октября 1960 года. Похоронен на старом кладбище Верхней Салды.
Работы художника В. А. Кузнецова хранятся не только в музеях России. В Черкасском художественном музее (Украина) есть зал с работами художника: «Весна», «Огни Днепрогэса», «Портрет дочери» и другие.

## Наиболее известные картины
- «Дедушка и внучек», 1904 г.
- «Канун», 1909 г.
- «Крестный ход», 1910 г.
- «Весна», 1912 г.
- «Николай II», 1914 г.
- «Заседание членов общества Куинджи». 1915 г.
- «Чёрные вороны» («Божьи люди»), 1917 г.
- «Пугачев на Урале», 1923 г.
- «Уральский штейгер», 1925 г.
- «За власть Советов», 1935 г.
- «Огни Днепрогэса», 1935 г.
- «Штаб Октября», 1936 г.
- «Автопортрет», 1938 г.
- «Чаепитие», 1939 г.
- «Взятие Зимнего дворца», 1939 г.
- «Мастерская художника в Черкассах», 1939 г.
- «Автопортрет», 1946 г.
- «Пушкин и няня», 1948 г.